# Colin Wilson (produtor de cinema)
Colin Wilson é um produtor de cinema americano. Suas produções cinematográficas mais notáveis incluem Guerra dos Mundos, Jurassic Park, Avatar e John Carter.

## Filmografia
Produtor
- Jurassic Park (1993) - produtor associado
- The Flintstones (1994) - co-produtor
- Casper (1995)
- The Lost World: Jurassic Park (1997)
- Amistad (1997)
- Pequenos Guerreiros (1998)
- The Haunting (1999)
- Lara Croft: Tomb Raider (2001)
- Terminator 3: Rise of the Machines (2003)
- Troy (2003)
- Guerra dos Mundos (2005)
- Munique (2005)
- Avatar (2009)
- John Carter (2012)
- Zero Dark Thirty (2013) - excecutivo
- Esquadrão Suicida (2016) - executivo
- Detroit (2017)
- Meg (2018)